# Oona Chaplin
Oona Castilla Chaplin (sinh ngày 4 tháng 6 năm 1986, nghệ danh: Oona Chaplin) là một nữ diễn viên người Tây Ban Nha.